# 自然発火
自然発火（しぜんはっか）とは、人為的など他から火を付けることなく出火する現象のこと。火事の原因として少なくない要因として挙げられている。発火理論として自然発火が起きる条件はFK理論で扱われる。人が取り扱う発火性物質については消防法で厳密に規定されている。(危険物取扱者)

## 不安定な物質の自然発火
例えば黄リンは、常温の大気中で僅かに衝撃を与えるだけで自然に燃焼する。発明された当初のマッチには黄リンが使用されていたが、あまりにも容易に発火するため事故が続発した。そのため現在は使用が禁止され、安全な赤リンをマッチの発火薬に用いている。また、不安定な物質の分解発熱は、大事故につながることがある。化学肥料の製造、貯蔵施設が大爆発したオッパウ大爆発などの例がある。

## 酸化による発熱燃焼
ペンキやインクのなかで、成分中の酸化重合による固化反応を利用する品種は、布片（工業ではウエスと呼ぶ）などで拭いた場合布上で酸化重合して発熱し発火する場合がある。一般に良く使用されるアルキド樹脂系塗料などはこれに該当する。消防法では使用済みのウエスは毎日現場から排出することが定められている。
積極的に酸化反応を利用するものでなくても、大量の天かすをまとめて放置した場合や、衣類乾燥機に油分が付着した衣類を入れた場合にも、油の酸化により発火が起こることがある。
石炭も自然発火しうるため、輸送や保管については注意が必要となる。

## 発酵による自然発火
干し草、生ゴミ、堆肥、RDF、木材くず、肉骨粉などの有機物を大量に保管していると、発酵によって内部の温度が上昇してそれが反応を促進させることとなり、最終的には酸化反応が起こり自然発火してしまうことがある。
東京港の廃棄物埋め立て地（新夢の島など）では、過去には自然発火による火災も生じていた。

## その他の原因
- 摩擦（静電気によるものを含む）